# Molnár Zsigmond (ügyvéd)
Csernátoni Molnár Zsigmond (Marosvásárhely, 1826. június 15. – Marosvásárhely, 1899. június 9.) közjegyző, ügyvéd, író, 1848-as honvéd vadász hadnagy.

## Élete
Molnár Sámuel református teológiai tanár és Antal Borbála fia. Apját alig hatéves korban elvesztvén, anyai nagyapjához vonult és ez gondoskodott neveltetéséről; ez 1836-ban Nagyenyedre, rendes püspöki székhelyére költözvén, Molnár az ottani református kollégiumban folytatta Marosvásárhelyt megkezdett tanulását. 1847-ben végezte a jogi tanfolyamot és felesküdött a marosvásárhelyi királyi táblánál mint írnok. E minőségben folytatta a jogi gyakorlatot a királyi táblának 1848. május végén Kolozsvárra történt átmenetelig és ezzel bekövetkezett feloszlásaig. A királyi táblánál töltött idejét felhasználta arra, hogy Dósa Eleknek, Erdély akkori legkitűnőbb jogtudósának, Toldalagi Viktor gróf kiképzésére a hazai köz- és magánjogi törvényekből tartott magán előadásait ő is hallgatta; későbbi pályájára ebből alapot és buzdítást merített.
A kolozsvári országgyűlés feloszlatása után Nagyenyedre tért vissza és az akkor már jelentkezett bellázadás és forrongás veszélyeinek elnyomására a Zeyk Miklós által szervezett vadászcsapatba állott be és részt vett annak minden viszontagságaiban, előbb Nagyenyeden és vidékén, a város feladása után Tordára, Kolozsvárra, ennek feladása után Csucsára vezényeltetve; karácsony másodnapján vonultak be Kolozsvárra. Az Ormai Norbert által szervezett I. honvéd vadászezred 2. századába lépett, 1849. januárban Nagyváradra, onnét Debrecenbe; később a Dembinszky felsőmagyarországi hadtestéhez rendeltetett és ott szolgált az 1849. augusztus 9-ei temesvári szerencsétlen csatáig; ekkor Dévára huzódva, augusztus 18-án az orosz sereg előtt letette a fegyvert és hadifogságba jutott. Sikerült azonban megmenekülnie és Marosvásárhelyre vonult anyagilag tönkrejutott családjához. Itt életfentartását biztosítandó, a bírói, közigazgatási és ügyvédi képesítést megszerezte és mint segédbíró, tollnok, később közjegyző, törvényszéki bíró különböző bírósági hatóságoknál alkalmazást nyert.
Alkotmányunk helyreálltával, 1867-ben az ügyvédi pályára lépett át és 1869 végén a dr. Gecse-intézet jogtanácsosává, egyúttal pénztárnokává választatott meg. 1892-ben lemondott ezen állásáról és megmaradt a gyakorló ügyvédek sorában, a helyi ügyvédi kamara választmányi tagja volt. Az irodalom iránti érdeklődést és írói működését leginkább Tolnai Lajossal való barátsága keltette fel benne; amikor ez 1879. január 5-én létesítette a Kemény Zsigmond-irodalmi társaságot Marosvásárhelyt, egyik alapító és rendes tagul lépett be. Mint 1848-49-es honvéd-hadnagy a Marosszék és marosvásárhelyi honvédegyletnek 1879-től rendes főjegyzője volt.

## Írásai
Költeményei és cikkei a Reményben (Nagyenyed, 1847. A dalnok, költ. Goethe után); a Kolozsvári Közlönyben (1858. Háromszéki 32 községnek a Bodzán lévő és tulajdonát tett havas elvesztegetése); a Székely Közlönyben (1867. Lapok a multból, korrajz 1848-49-ből); a Századunkban (1868. 22-24. sz. A székelyföldi erdők és havasok ügyében); a Székely Hirlapban (1874. 63- 69., 73. sz. Levelek a szerkesztőhöz: Székely ügyben, 96. Res judicata); a Nemerében (1876. 24. sz. Ügyvédi karunk és igazságszolgáltatásunk hátrányai, 32. sz. Telekkönyvi ügyeinkről sat., 1877. 80., 81. sz. A szászvárosi ev. ref. egyház egyik papi állomása secularisatiója, 1879. A Kemény Zsigmond irodalmi társaság megalakulásáról); a Marosvidékben (1877. 31. sz. Ev. ref. anyaszentegyházunk egy emlékezetes ünnepélye. 1878. 10. A Gecse-intézet érdekében, 66., 67. sz. A marosvásárhelyi kir. tábla áthelyezésének kérdése, 1879. 35. 36. Az egyház köréből, 1881. 29. Legyen áldott az igaznak emléke, 1883. 58., 59. Az Areopag, 1886. 61. sz. Esküdtszéki tárgyalás, 1887. 241. 242. Honvédegylet köréből, 1889. 47. A nagyenyedi theologiai akadémia kérdése, 1890. 7., 8. a marosvásárhelyi kir. tábla s a Székelyföld, 1891. 7. Kir. táblák, 21. Április idusa, 1890-91., 1895. Adatok az 1848-49-es időszakhoz, 1896. 19. A millennium és az ős székely nemzet); az Erdélyi Értesítőben (1882. 18. sz. A dologi zálogjog nullificatiója, 1883. 27., 29. sz. A tiszaeszlári bűntény, 1884. Indítványa az 1881. LX. t.-czikk 129. §-a a) pontja megváltoztatása tárgyában, Észrevételek korunk érdekei cz. közleményre, A marosvásárhelyi kir. tábla s a Kolozsvári Közlöny); az Erdélyi Hiradóban (1881. 26-28. sz. A kielégítési zálogjog nullificatiója, 52. sz. A Hivatalos Közlönyben megjelent hirdetmények díjszabásáról); a Törvényszéki Csarnokban (1883. A zálogjog és annak nullificatiója); A Figyelőben (1883. Gothelf Jeremiás, Schmidt Julián után); a Bem-Albumban (1884. Bem-szoborbizottmány működése, A negyedik ezred utolsó tize, költ. Mosen Gyula után); a Jogtudományi Közlönyben (1884. A telekkönyvileg bekebelezett tőkék kamatai kérdéséhez); a Székely Néplapban (1886. Egy lap Marosvásárhely multjából); az Arad és Vidékében (1887. A székelység pusztulása); az Alföldi Hirlapban (1888. 7., 8. Erdély 1849. jan. 18., 65. Eperjes jún. 18.); a Marosvásárhelyben (1893. 43. sz. A budavári honvédszobor leleplezése alkalmából); a Történelmi Lapokban (1894. Dembinszky altábornagynak, a felsőmagyarországi hadtest parancsnoksága letételéről szóló napiparancsa); a Protestáns Közlönyben (1895. Dr. Gecse Dániel és emberszereteti intézete).

## Álnevei
Csernátoni, Csernátoni M. és Csernátoni M. Zsigmond.